# Evenheuvel
Evenheuvel is een buurtschap  in de gemeente Oirschot in de Nederlandse provincie Noord-Brabant. Het ligt ruim een kilometer ten noorden van het dorp Oirschot en iets ten oosten van de buurtschap Hedel.
Dorpen: Middelbeers · Oostelbeers · Oirschot · Spoordonk 

Buurtschappen: Boterwijk · Evenheuvel · Groene Woud · Hedel · Hoogeind · Huygevoort · Kattenberg · Kuikseind · Lieveld · Pandgat · Polsdonken · Straten · Theetuin · Tregelaar · Voorteind · Westelbeers

Noord-Brabant: Steden en dorpen      Nederland: Provincies · Gemeenten